# Marat Makarov
Pour les articles homonymes, voir Makarov.
Marat Makarov est un joueur et un entraîneur d'échecs soviétique puis russe né le 7 mai 1963 à Omsk et mort fin novembre 2023.
Il fut champion de Russie junior, champion de Russie (en 1990) et champion de Saint-Pétersbourg (en 2007).

## Biographie et carrière
Marat Makarov remporta le championnat de la RSFS de Russie junior en 1982, puis le championnat de la RSFS de Russie adulte 1990 à Kouïbychev après un départage remporté contre Vladimir Kramnik, Maksim Sorokine (ru) et Andreï Kharlov, tournoi de départage disputé en 1991 à Rybinsk,.
Grand maître international en 1993, Marat Makarov remporta les tournois de Belgrade et Aranđelovac en Serbie en 1993.
Son meilleur classement mondial fut 136e en juillet 1996.
Il participa à l'Olympiade d'échecs de 2008 disputée à Elista en Russie au deuxième échiquier de l'équipe C de Russie et marque 8 points en 12 parties.
Il dispute plusieurs fois la Coupe d'Europe des clubs d'échecs, remportant la médaille de bronze par équipe en 1996 avec l'équipe de Sibekobank Novossibirsk, après avoir remporté le championnat de Russie par équipe en 1995 avec le même club.
En 2007, il remporte le Championnat de Saint-Pétersbourg d'échecs au départage devant Maksim Matlakov.
Il meurt fin novembre 2023.
Il est l'auteur d'un livre sur les finales : The Endgame, collection A Chess Library for Practical Players, Chess Stars, 2007. Dans la critique de ce livre, John Elburg conclut : « Small but very instructive written endgame book! »